# روبرت موريس ياردلي
روبرت موريس ياردلي هو محامي وسياسي أمريكي، ولد في 9 أكتوبر 1850، وتوفي في 8 ديسمبر 1902 في Doylestown, Pennsylvania ‏ في الولايات المتحدة. نشط حزبياً في الحزب الجمهوري. وقد انتخب عضو مجلس النواب الأمريكي ‏.